# Orden 17 de Mayo
La Orden 17 de Mayo es una condecoración de Cuba para recompensar el mérito agrícola. Es otorgada por el Consejo de Estado, siguiendo las propuestas realizadas por el Buró Nacional de la Asociación Nacional de Agricultores Pequeños (ANAP).
La orden lleva su nombre por el Día del Campesino Cubano, que conmemora el asesinato del dirigente agricultor Niceto Pérez, acaecido en 1946. Físicamente, consiste en una medalla con la efigie de Aniceto Pérez García circulada con esmalte azul que contiene el nombre por el que es conocido y la icónica fecha sobre cuatro estrellas: dorada, esmalte azul, dorada, esmalte rojo; todo lo cual pende de una cinta pentagonal de cinco franjas marrones intercaladas con cinco franjas verdes a imagen de los surcos.
Algunos condecorados ilustres:
- Raúl Castro, revolucionario, militar, ministro y vicepresidente;
- Ramón Romero Pérez, considerado uno de los mejores productores cubanos de caña de azúcar;[3]
- Fidel Castro, líder de la Revolución Cubana y promulgador de la Ley de Reforma Agraria —el 17 de mayo de 1959—, 1992;[4]
- Jesús Orta Ruiz, poeta y decimista;[5]
- Miguel Núñez, fundador y presidente de honor de la ONG ACSUR-LAS SEGOVIAS, 2006;[6]
- José Ramírez Cruz, uno de los organizadores del Congreso Campesino en Armas, fundador —el 17 de mayo de 1961— y primer presidente de ANAP, 2009;[7]
- Ana Herminda, única mujer en recibir esta orden, 2014;[8]
- Ridel Navarro Gómez, presidente de la CPA Hermanos Castillo, 2014.[9]